# Erdbeben in der Dominikanischen Republik 1946
Das Erdbeben in der Dominikanischen Republik von 1946 war ein Erdbeben der Stärke 8.0, welches die Provinz Samaná in der Dominikanischen Republik am 4. August 1946 um 17:51 UTC traf. Es gab ein Nachbeben vier Tage später am 8. August um 13:28 UTC mit einer Stärke von 7.6.
Das Beben verursachte ernsthafte Schäden im Norden des Landes von Samaná bis Santiago und Puerto Plata. Sandabrutschungen wurden in Yaque del Norte und den Yuna River Valleys beobachtet. Das Erdbeben wurde stark in Teilen von Haiti und Puerto Rico gespürt und weniger stark auf den Virgin Islands und im Osten von Kuba.
Das Beben verursachte auch einen Tsunami, der an der Nordküste in der Provinz María Trinidad Sánchez bei Matanzas nahe Nagua mit einer Flutwelle von 2,5 bis 4,5 Meter auf Land traf und einige Kilometer landeinwärts kam. Ein kleinerer Tsunami wurde auch in San Juan, auf Puerto Rico und in Bermuda sowie in Daytona Beach, Florida und Atlantic City, New Jersey in den Vereinigten Staaten registriert.
Infolge des Erdbebens und des Tsunamis starben 1790 Menschen.